# ماري هنري
ماري هنري (بالإنجليزية: Mary Henry)‏ هي رسامة أمريكية، ولدت في 19 مارس 1913، وتوفيت في 20 مايو 2009.